# Corallium kishinouyei
Corallium kishinouyei is een zachte koraalsoort uit de familie Coralliidae. De koraalsoort komt uit het geslacht Corallium. Corallium kishinouyei werd in 1996 voor het eerst wetenschappelijk beschreven door Bayer. 